# 圣雷米迪瓦勒
圣雷米迪瓦勒（法語：Saint-Rémy-du-Val，法語發音：[sɛ̃ ʁemi dy val]）是法国萨尔特省的一个市镇，属于马梅尔斯区。

## 地理
圣雷米迪瓦勒（48°20'59"N, 0°15'17"E）面积16.54 平方千米，位于法国卢瓦尔河地区大区萨尔特省，该省份为法国西北部内陆省份，北起顺时针与奥恩省、厄尔-卢瓦省、卢瓦-谢尔省、安德尔-卢瓦尔省、曼恩-卢瓦尔省和马耶讷省接壤，是法国大西部的入口，连接卢瓦尔河谷、布列塔尼和巴黎盆地。
与圣雷米迪瓦勒接壤的市镇（或旧市镇、城区）包括：索努瓦地区讷沙泰勒、昂西讷、索努瓦地区利韦、卢维尼、莱梅、沃佐、维莱讷拉卡雷勒。

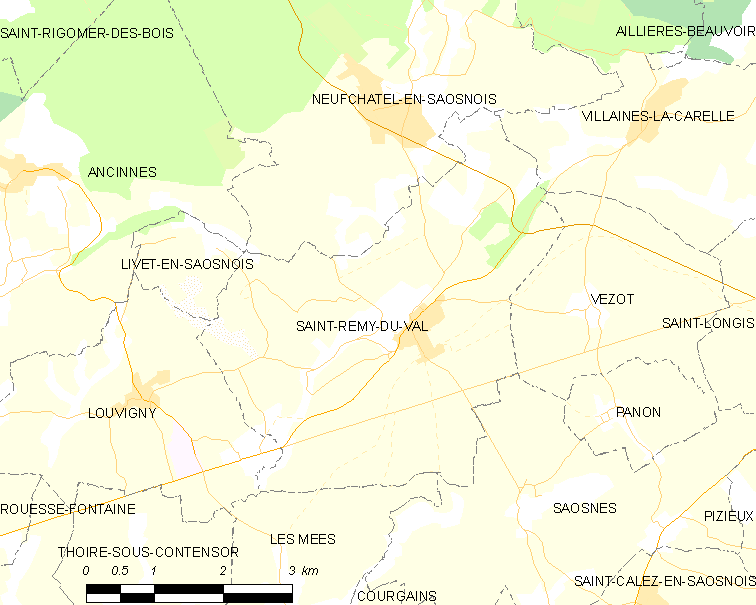
圣雷米迪瓦勒的OSM定位图

圣雷米迪瓦勒的时区为UTC+01:00、UTC+02:00（夏令时）。

## 行政
圣雷米迪瓦勒的邮政编码为72600，INSEE市镇编码为72317。

## 政治
圣雷米迪瓦勒所属的省级选区为马梅尔斯县。

## 人口

1962-2008年间圣雷米迪瓦勒人口变化图示

圣雷米迪瓦勒于2022年1月1日时的人口数量为498人。